# Buddha (film 1913)
Buddha è un cortometraggio muto del 1913. Il nome del regista non viene riportato nei credit del film, un documentario prodotto dalla Selig.

## Produzione
Il film fu prodotto dalla Selig Polyscope Company.

## Distribuzione
Distribuito dalla General Film Company, il film - un documentario di cento metri - uscì nelle sale cinematografiche statunitensi il 14 febbraio 1913.
Nelle proiezioni, veniva programmato con il sistema dello split reel, accorpato in un'unica bobina con un altro cortometraggio prodotto dalla Selig, il drammatico A Little Hero.